# Beijing (Automarke)

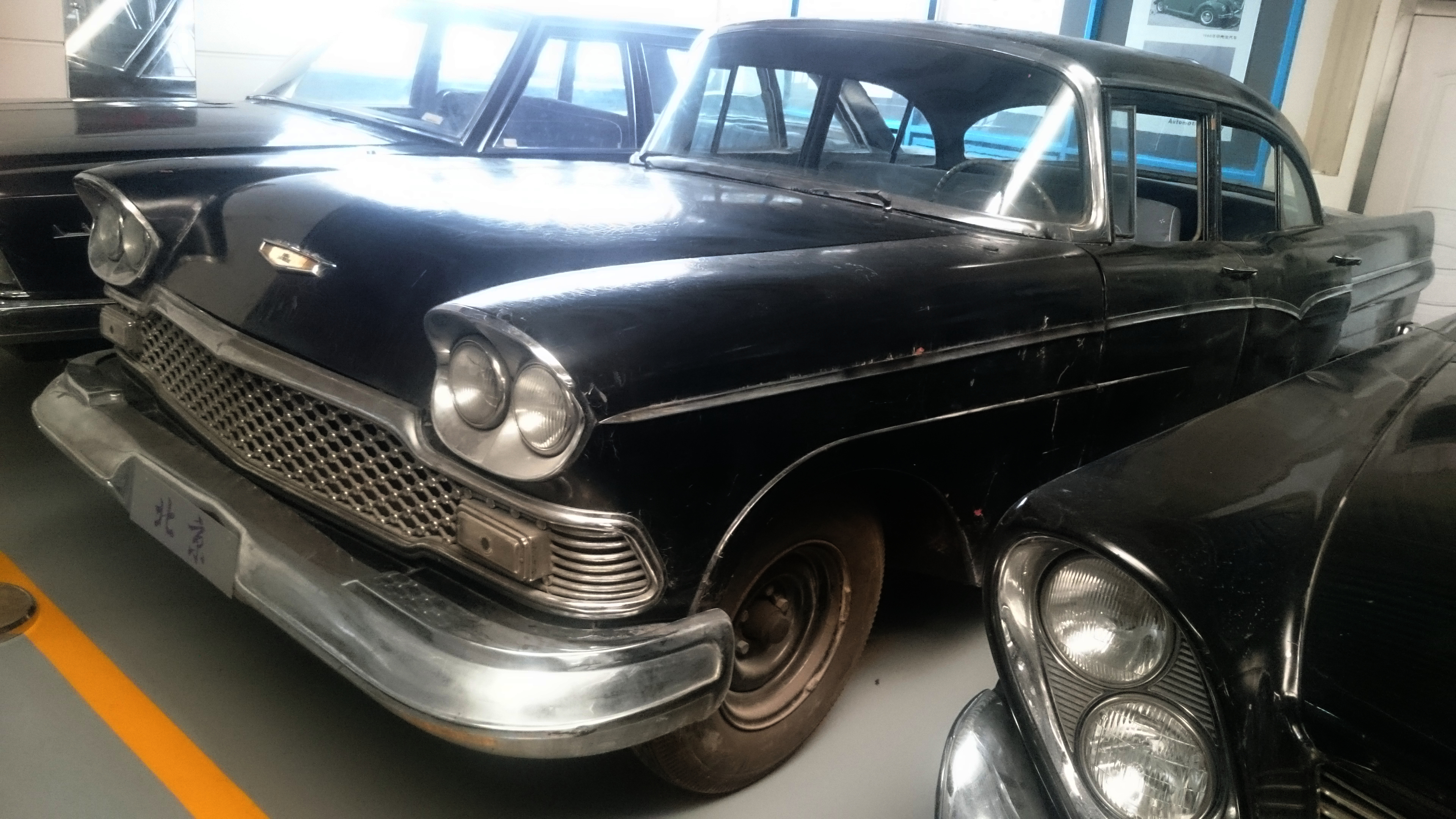
Der erste Pkw der Marke: Beijing CB4

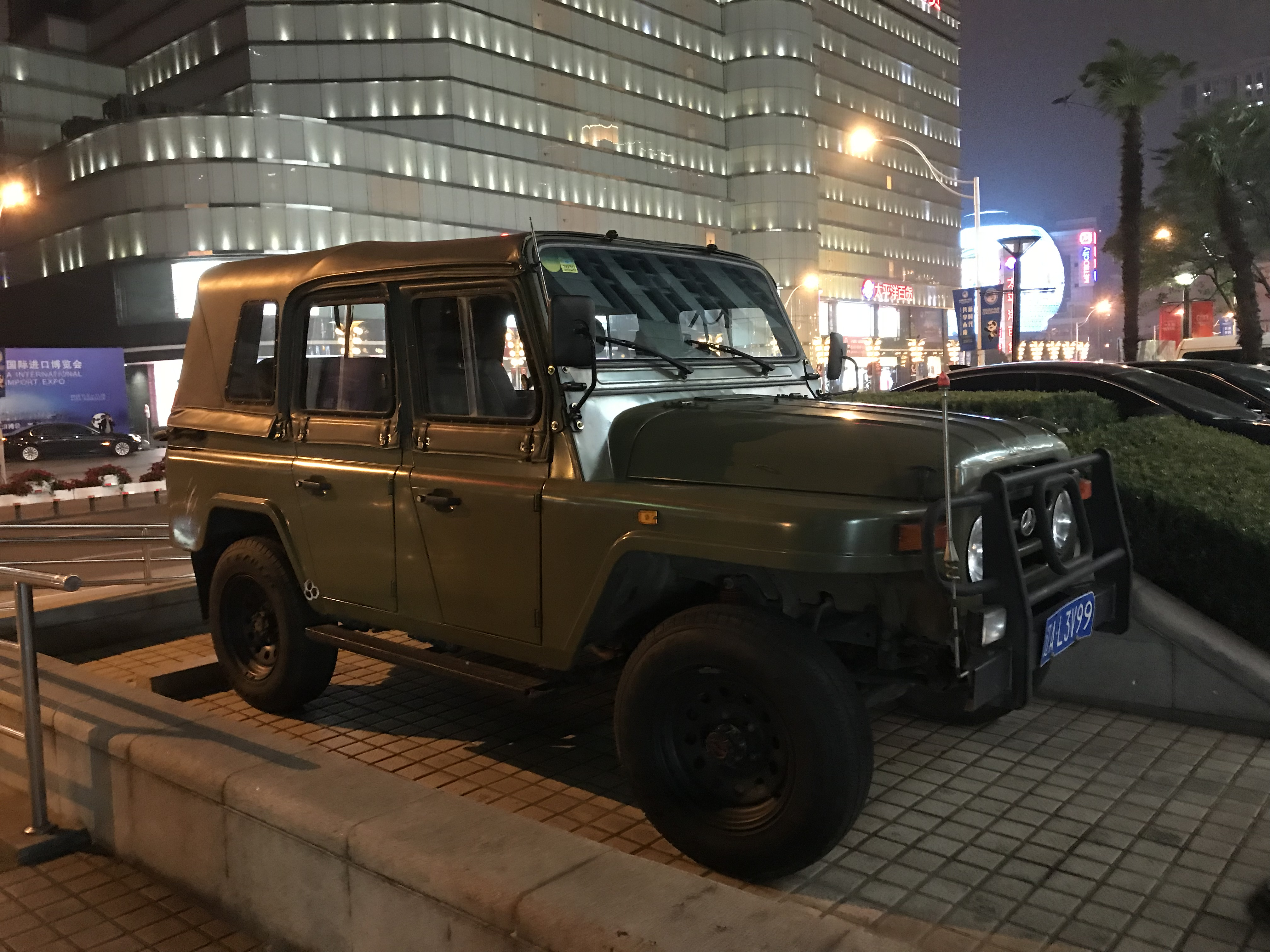
Seit 1965 im Angebot: Beijing BJ212

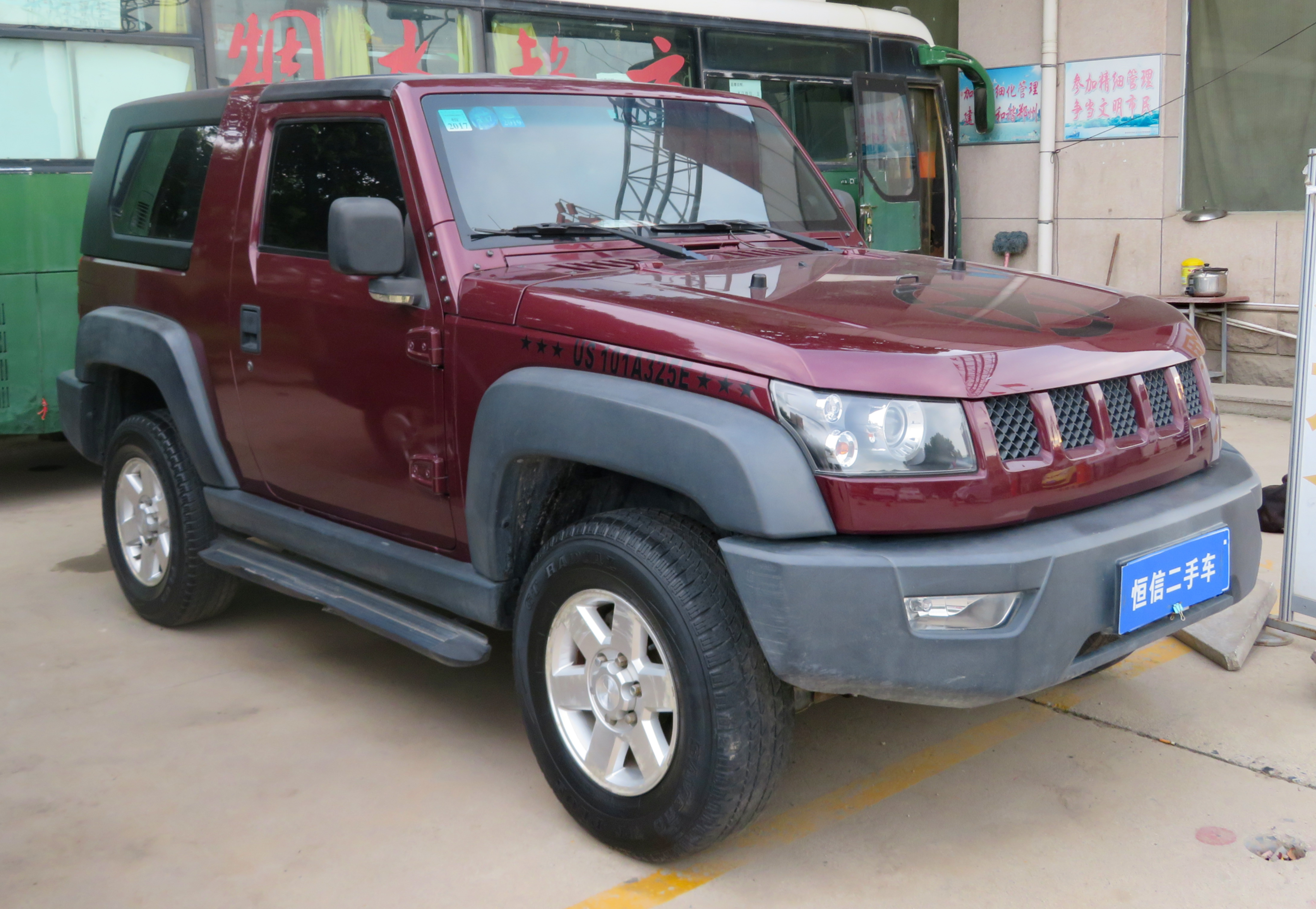
Beijing BJ40

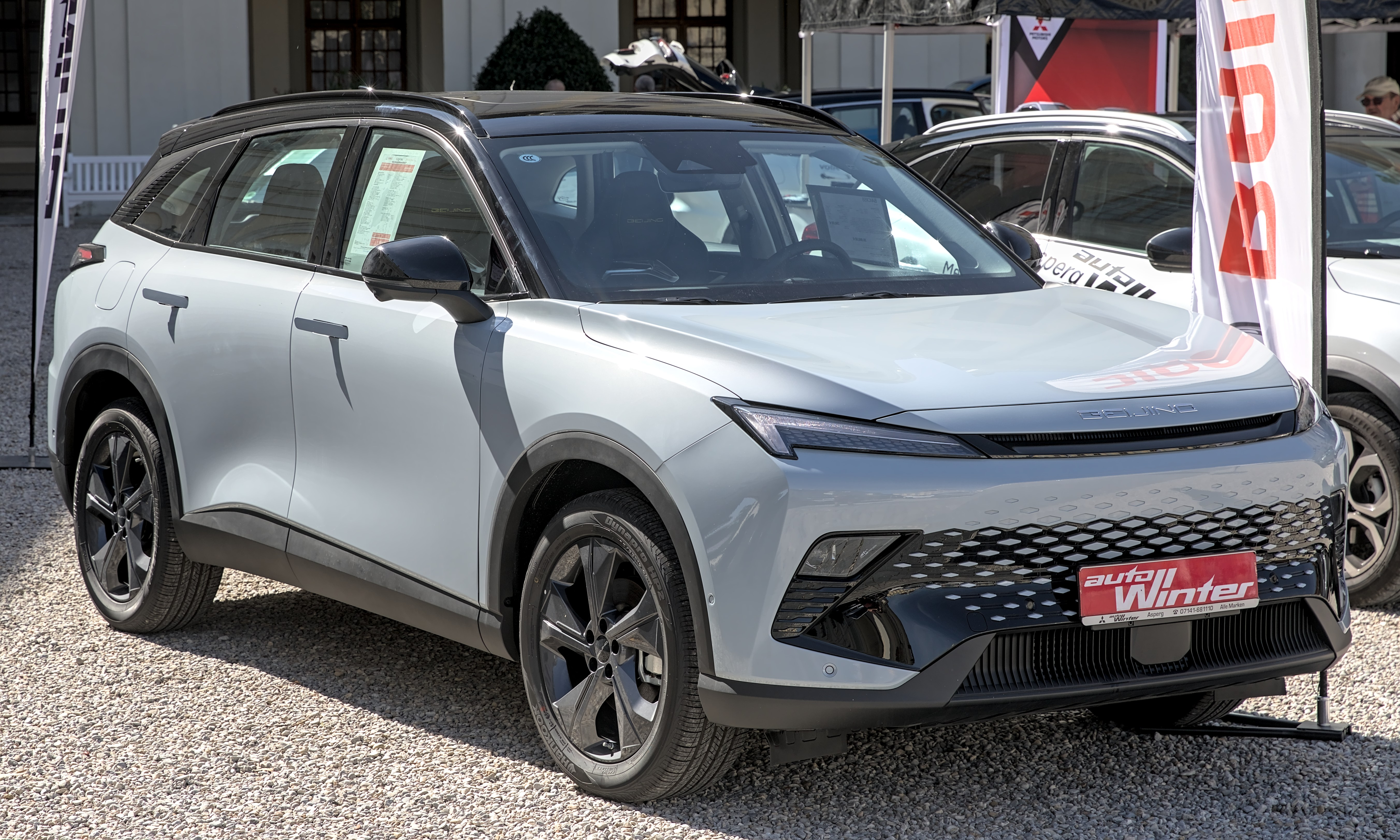
Beijing X6

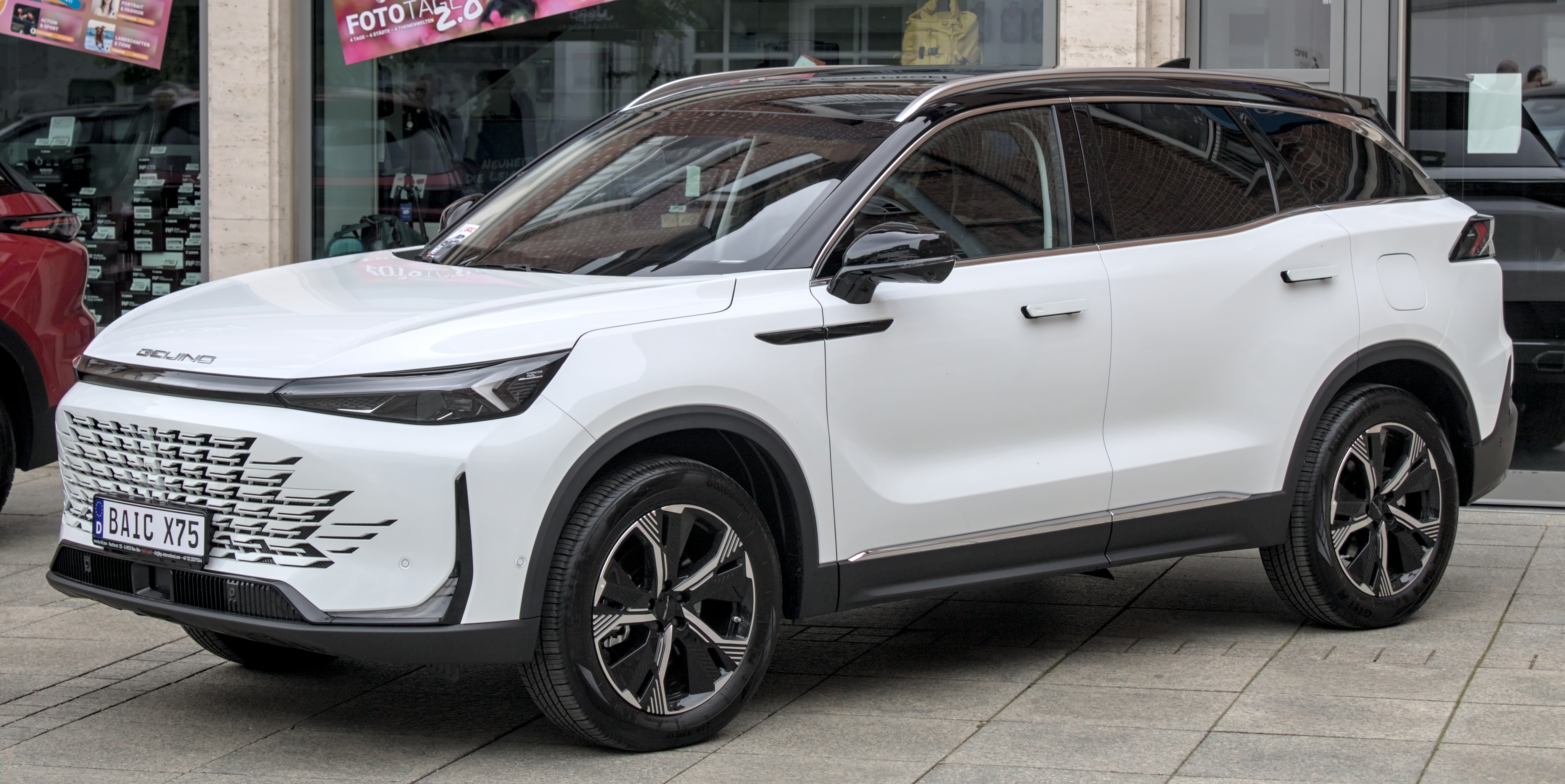
Beijing X7

Beijing ist eine Automarke aus der Volksrepublik China. Aus den jährlichen Reports der Beijing Motor Corporation geht hervor, dass die Marke ausschließlich Beijing ist, nicht BAIC oder BAW.

## Markengeschichte
Beijing Automobile Works aus Peking verwendete diese Marke ab 1958 für Automobile. Der Schwerpunkt lag jahrzehntelang auf Geländewagen. 1994 wurde die Beijing Automotive Industry Holding als Muttergesellschaft gegründet. 2010 wurde daraus die Beijing Automotive Group. Ebenfalls 2010 wurde die Beijing Motor Corporation gegründet, die überwiegend Personenkraftwagen herstellt. Für Elektroautos gibt es seit 2009 Beijing Electric Vehicle. Außerdem entstanden zumindest in der Vergangenheit Lastkraftwagen durch Beijing Automobile Works sowie Omnibusse, bei denen Beijing Light Automobile Company als Hersteller gilt.

## Fahrzeuge
Das erste Modell mit diesem Markennamen war 1958 der CB4. Dies war eine Limousine der Oberklasse.
Von 1961 bis 1965 gab es den Geländewagen Beijing BJ210. Darauf folgte der Beijing BJ212, der bis 1989 unter diesem Modellnamen angeboten wurde, dann auch andere Typencodes erhielt und 2020 noch als BJ212 angeboten wird.
1973 erschien mit dem Beijing BJ750 wieder eine Limousine, die bis 1975 im Angebot stand. Allerdings gibt es auch abweichende Angaben zur Produktionsdauer. Auf dieser Basis gab es die Prototypen BJ751 und BJ752.
1996 und 1998 entstanden einige BJ6470 Qishi als Taxis für Taxibetreiber aus Peking. Sie basierten auf einem Mazda 929 der Bauzeit 1980–1982 als Kombi. Zur Wahl standen Motoren mit 2,0 Liter und mit 2,2 Liter Hubraum.
Ab etwa 2001 gab es das Amphibienfahrzeug Qijian.
2002 erschien der Luba, der dem Toyota Land Cruiser entsprach.
Zwischen 2002 und 2004 gab es den Cyclone, der dem Mitsubishi Pajero der Bauzeit 1991–1997 ähnelte.
2004 erschien mit dem Leichi ein SUV.
Der im Mai 2005 als BJ2S Warrior präsentierte Geländewagen ging 2006 als Yongshi in Produktion.
Im Juli 2005 folgte der Luling als weiterer SUV.
Zwischen 2009 und 2013 wurde ein Nachbau des Jeep Cherokee als Qishi vermarktet.
Zwischen 2011 oder 2013 und 2017 wurde der Yusheng 007 verkauft.
Eine moderne Baureihe geländegängiger Wagen umfasst seit 2014 den Geländewagen BJ40, ab 2016 das SUV BJ20 und den zivilen Geländewagen BJ80 sowie seit 2018 das große SUV BJ90.
2023 stehen unter anderem die Modelle U5, U7, X3, X6 und X7 im Sortiment.

## Submarken

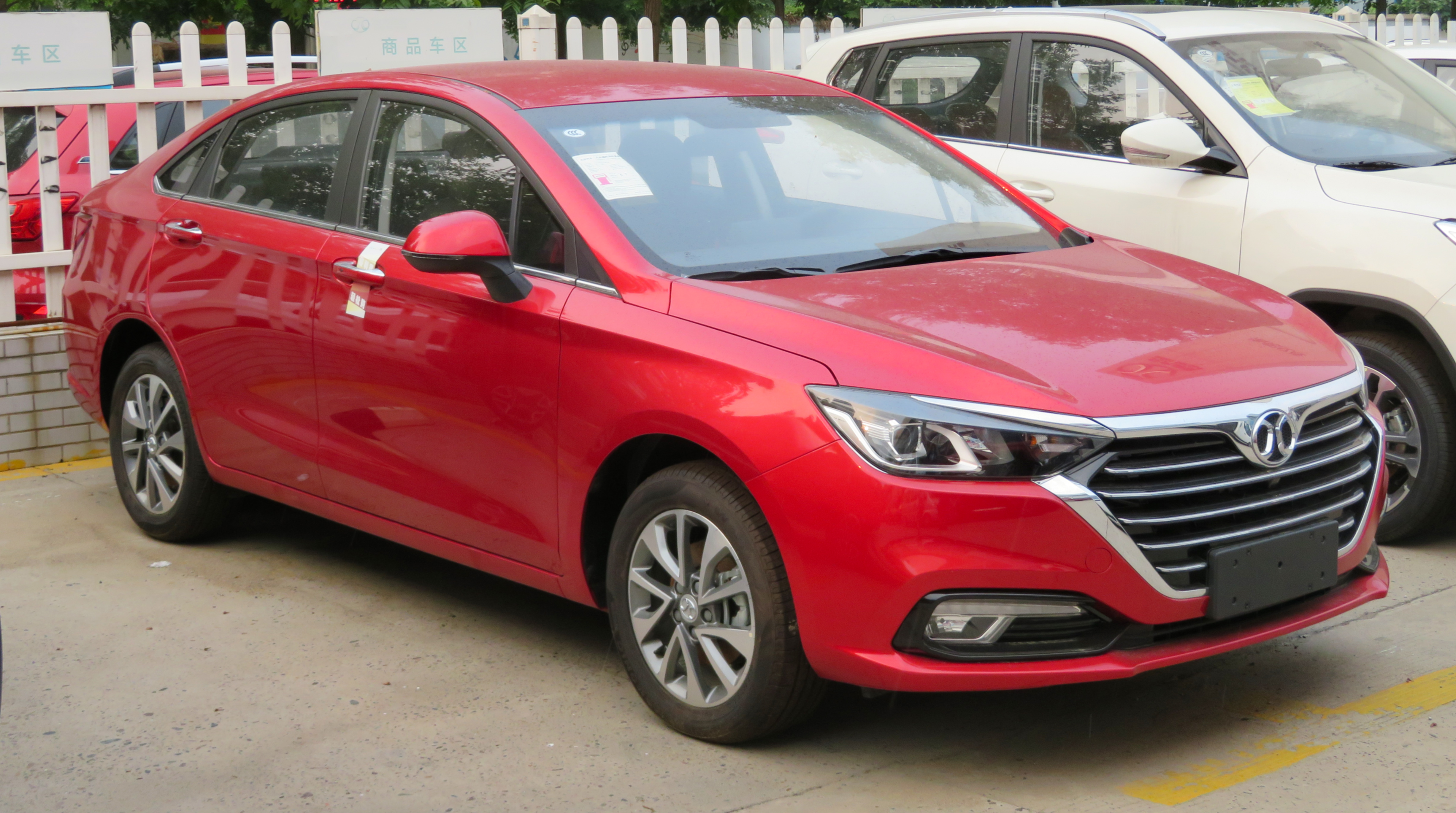
Beijing Senova D50

Ab 2012 oder 2013 wurde die Submarke Beijing Senova genutzt. Beijing Motor Corporation bezeichnet es auf Englisch als Series. Sie umfasste die inzwischen eingestellten Modelle CC, D20, D50, D60, D70, D80, X25, X35, X55 und X65. Diese Submarke wurde 2020 eingestellt.
Die zweite Submarke Beijing Weiwang mit den Modellen 205, 306, 307, M20, M30, M35, M50F, M60 und S50 wurde vollständig eingestellt.